# Carlton (Georgia)
Carlton – miasto w Stanach Zjednoczonych, w stanie Georgia, w hrabstwie Madison.